# Fortezze dacie dei monti Orăștie
Le sei fortezze dei monti Orăștie (in rumeno:Cetăți dacice din Munții Orăștiei) erano un gruppo di fortificazioni erette in Dacia tra il I secolo a.C. al I secolo d.C. come opera difensiva dall'espansionismo romano. I loro resti, nell'attuale Romania, rappresentano una preziosa testimonianza del cosiddetto murus dacicus e sono stati dichiarati nel 1999 patrimonio dell'umanità dall'UNESCO. Oggi, i cacciatori di tesori a volte perlustrano l'area, poiché la Romania non ha una legislazione in questo campo.

## Descrizione
Il complesso, ridotto oggi a soli resti archeologici, era costituito dalle sei fortezze di Sarmizegetusa Regia, Luncani - Piatra Roșie, Costești - Blidaru, Costești - Cetățuie, Căpâlna e Bănița, che insieme formavano l'ultimo sistema difensivo dacio, prima della capitolazione di Decebalo.

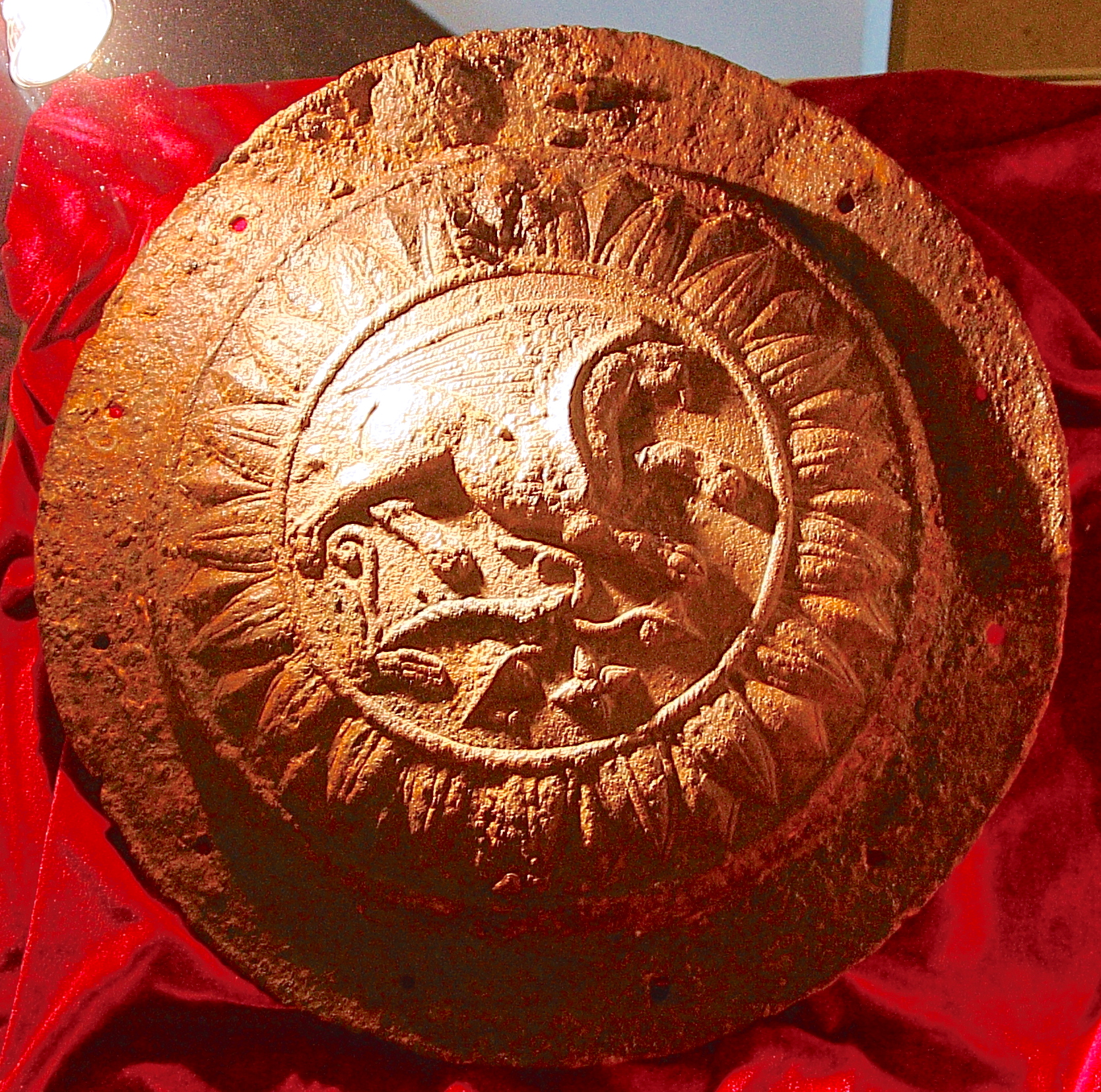
Il grifone sul disco di bronzo di Piatra Roşie, con un diametro di 42 cm, potrebbe essere uno scudo, ma anche un ornamento proveniente dal portale della città.

La cittadella di Costești faceva parte del sistema difensivo sui monti Orăștie a difesa della capitale dacica Sarmizegetusa. La struttura difensiva consisteva in terrapieni rinforzati con palizzate di legno, mura e torri in blocchi di pietra, secondo la tecnica ellenistica. La città di Costești fu la prima fortificazione dacica in Transilvania e si ritiene fondata dal re Burebista intorno la metà del I secolo a.C. Venne distrutta dall’esercito romano guidato da Traiano nel 102 d.C., così come è raffigurato nella Colonna Traiana. La cosiddetta casa-torre fu costruita nella seconda metà del I secolo a.C. nel punto più alto della collina. I blocchi del piano terra sono in arenaria friabile. Il primo piano invece è in mattoni cotti. Alla torre si accedeva tramite una scalinata monumentale in blocchi di pietra calcarea. La torre rappresentava la residenza del capo e l’ultimo baluardo in caso di assedio. Fuori le mura i resti del santuario.

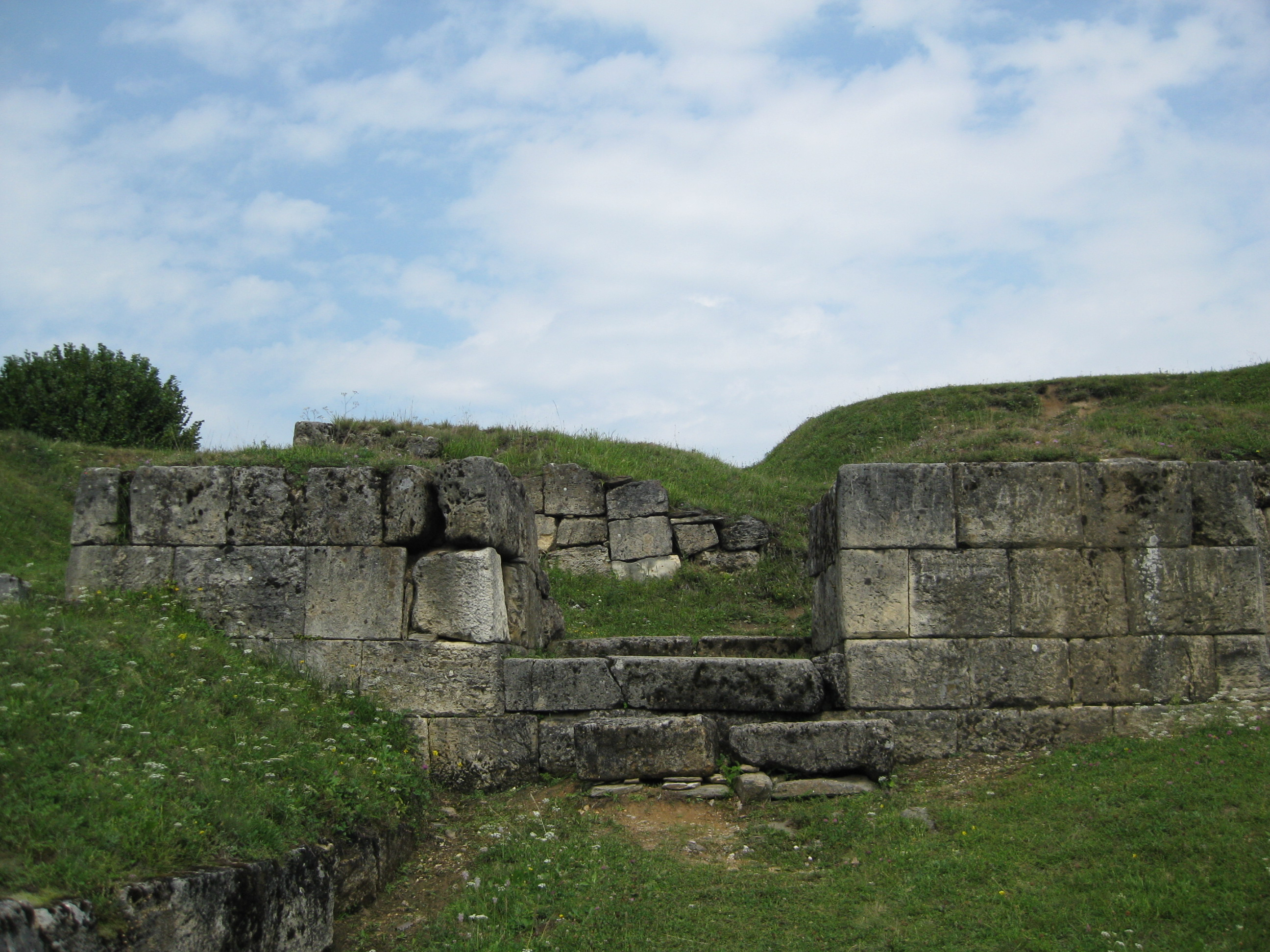
Rovine del castello di Costești - Blidaru

La vicina cittadella dacica di Blidaru è situata sulla collina omonima (70 m). La prima fortificazione venne eretta intorno la metà del I secolo a.C. in blocchi di pietra calcarea. Aveva una forma trapezoidale con quattro torri agli angoli ed al centro una torre residenziale in posizione dominante. Questa fortezza venne ampliata alla fine del I secolo d.C. con un secondo recinto di forma pentagonale ed ulteriori due torri, e conserva ancora le tracce delle casematte. Questo ampliamento andrebbe messo in relazione all'invasione romana di Domiziano prima (88 d.C.) e quella di Traiano poi (102-106 d.C.).

## Galleria d'immagini

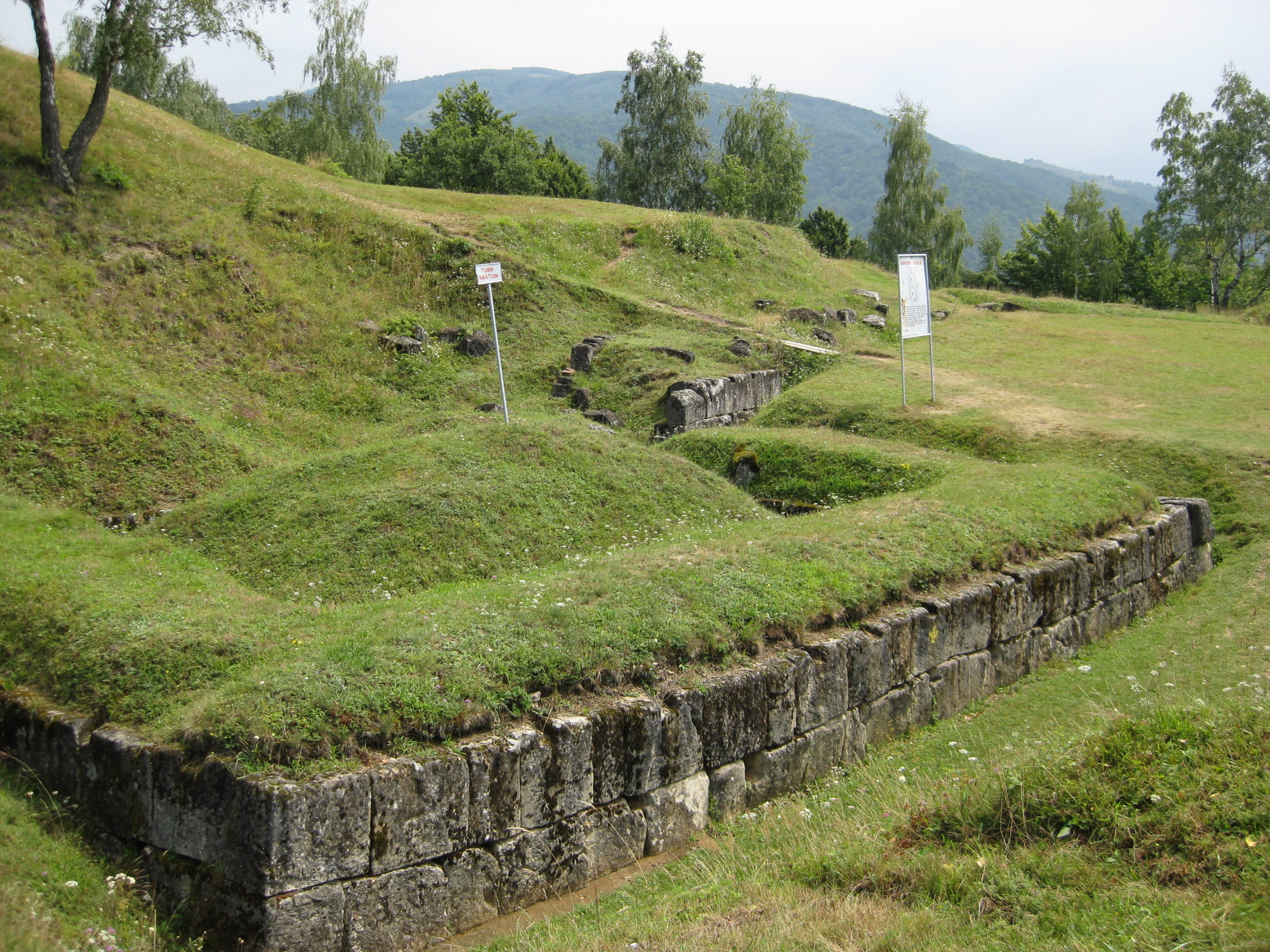
Cittadella di Costești - Cetățuie
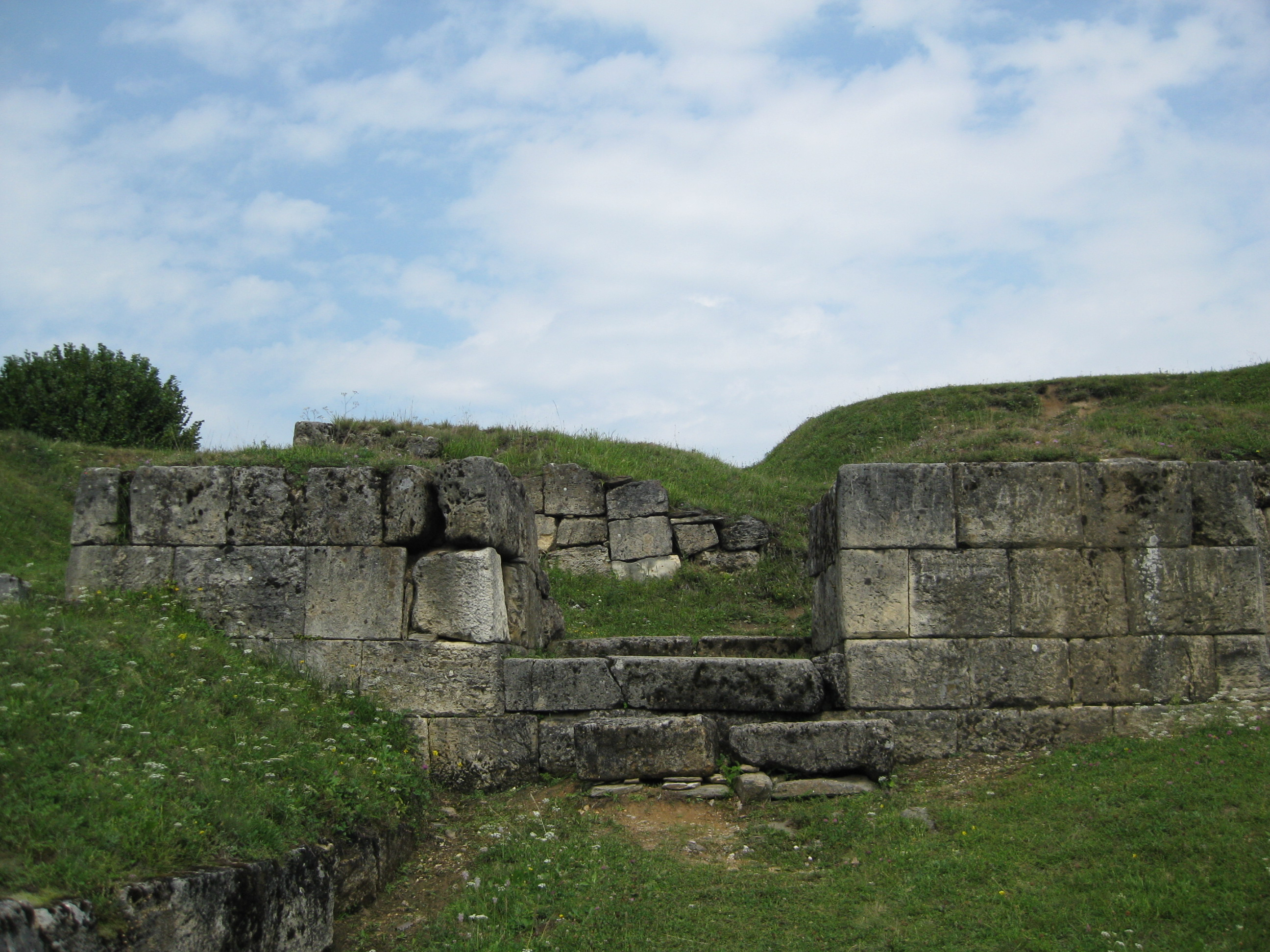
Cittadella di Costești - Blidaru
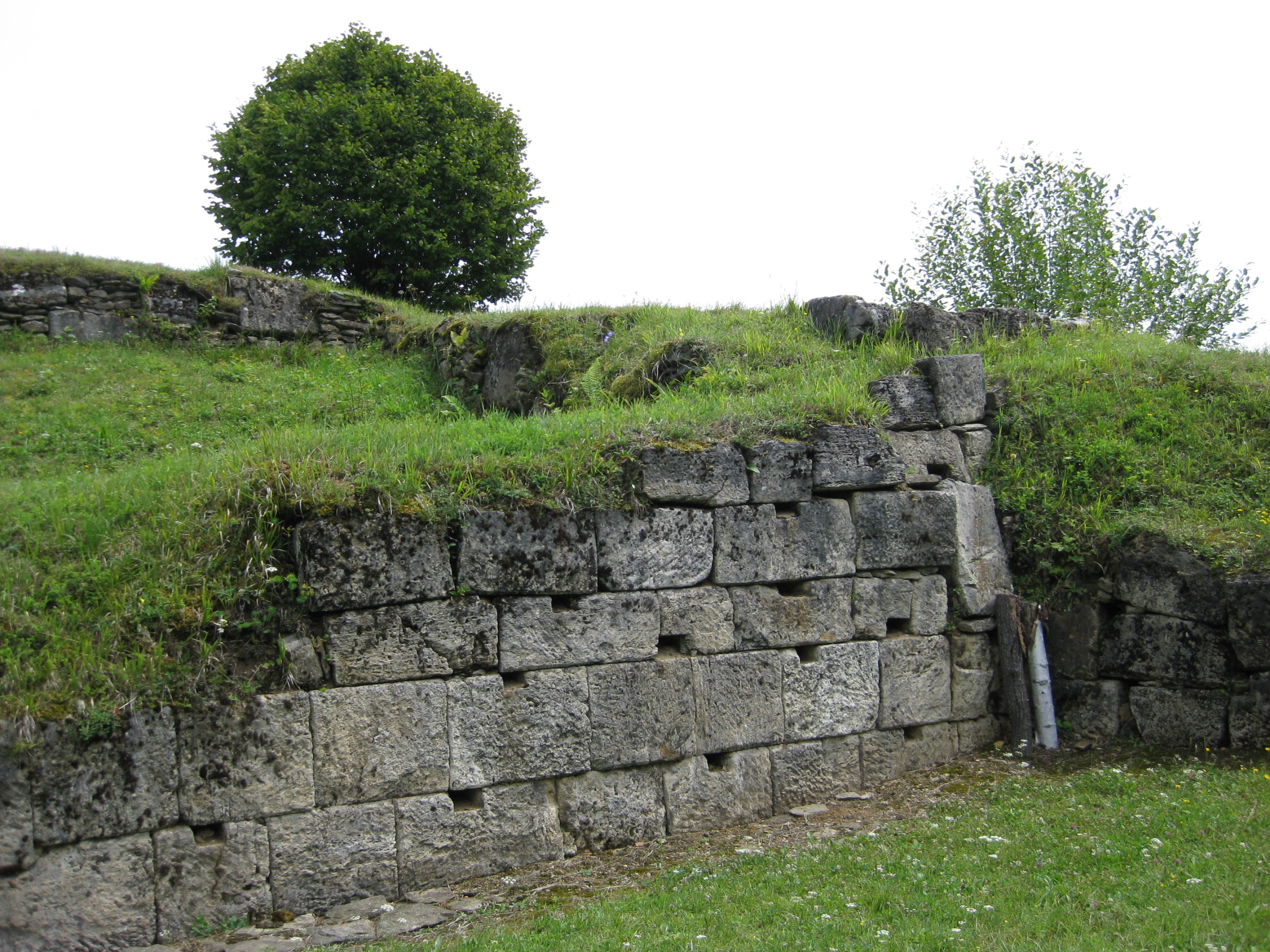
Cittadella di Costești - Blidaru
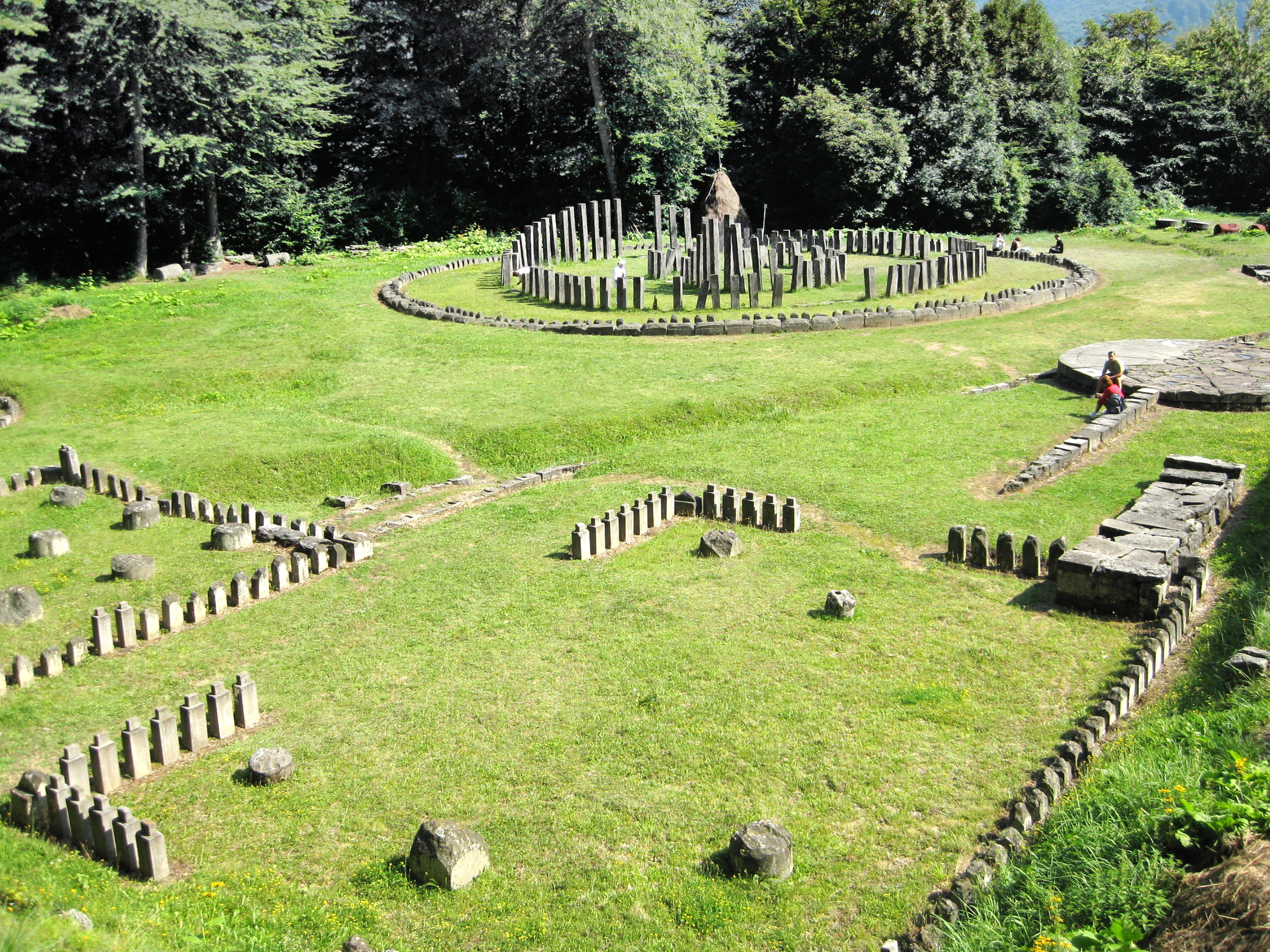
Sarmizegetusa Regia
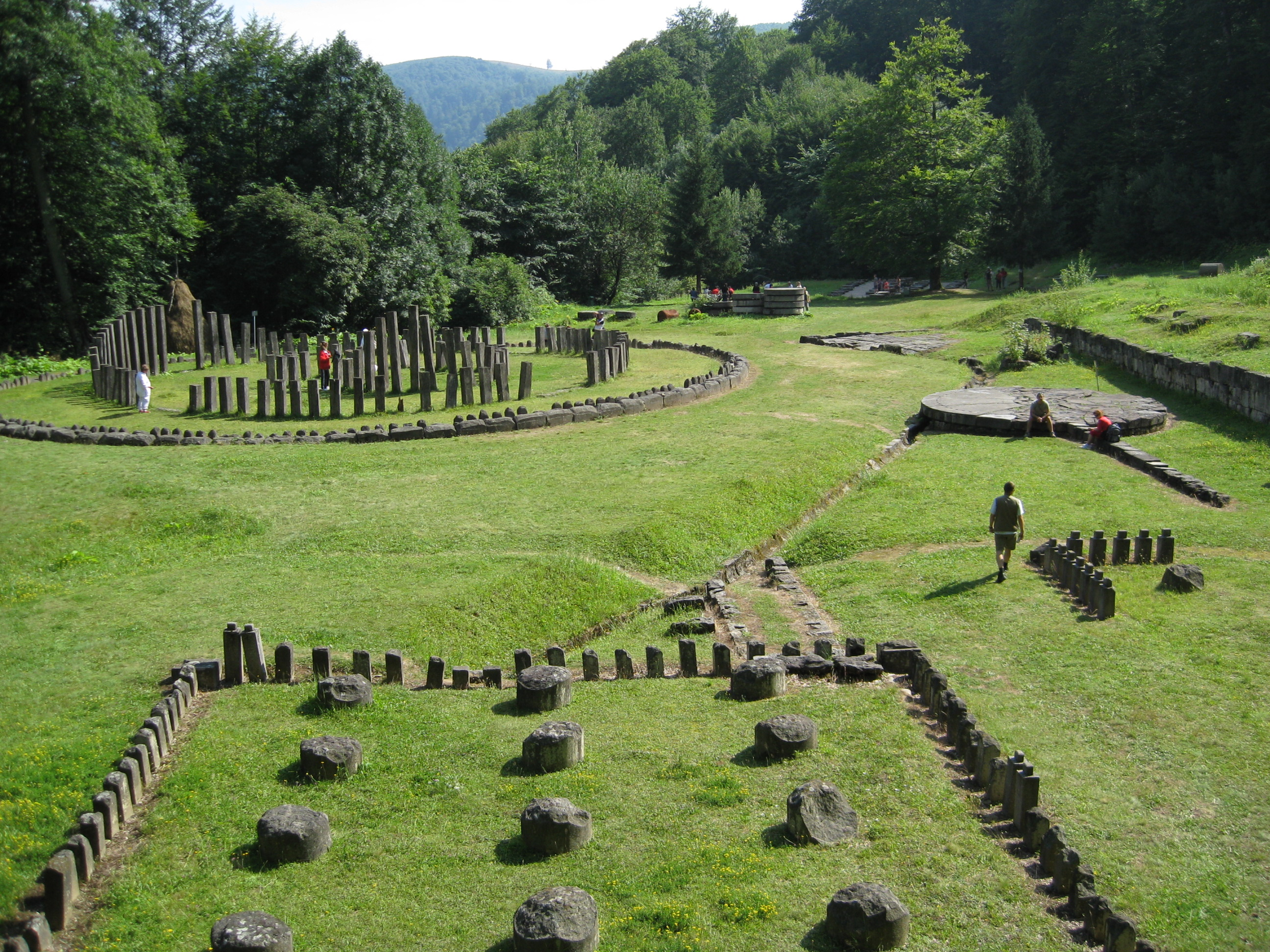
Santuario de andezit, Sarmizegetusa Regia
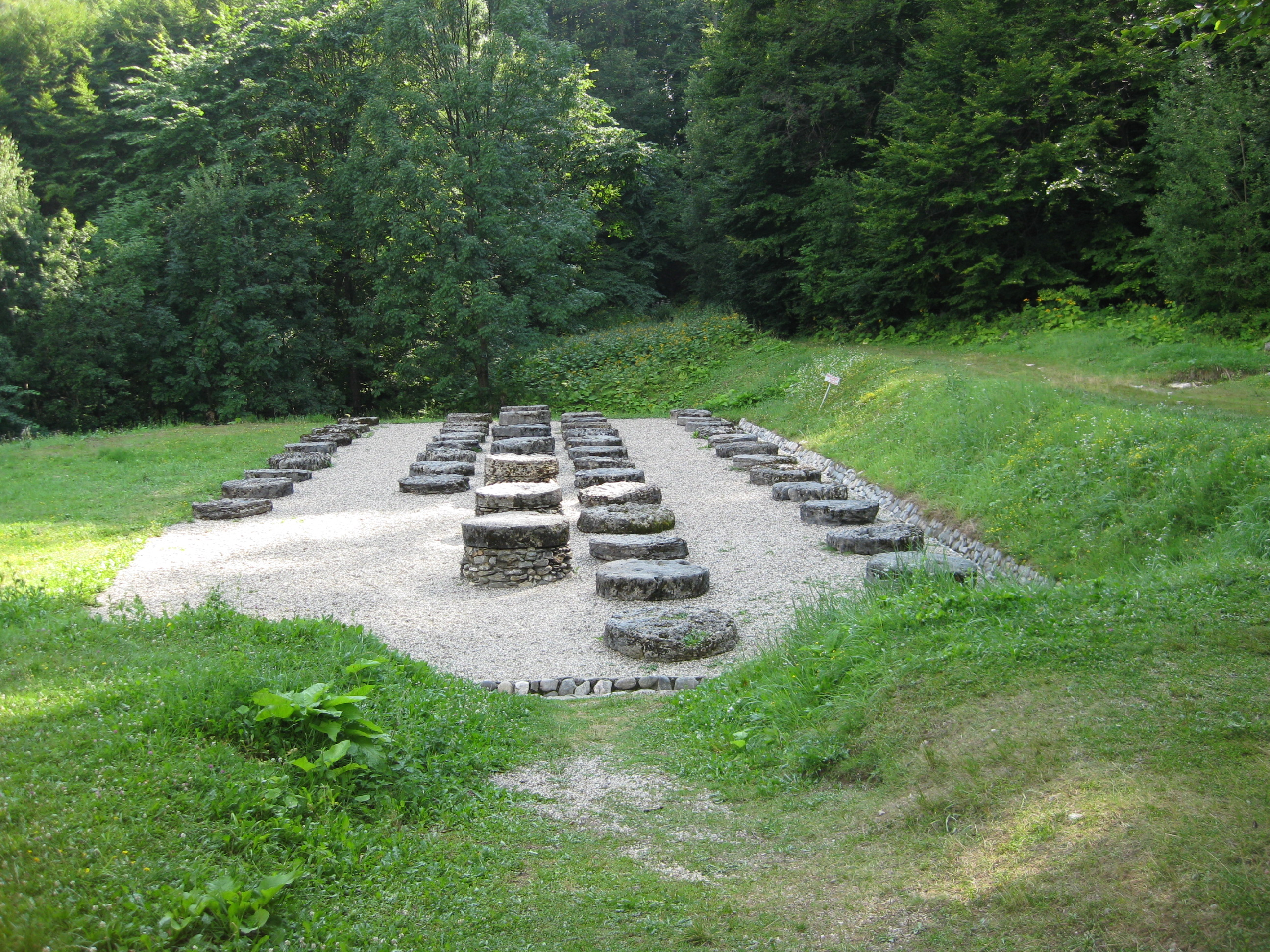
Grande santuario a Sarmizegetusa Regia
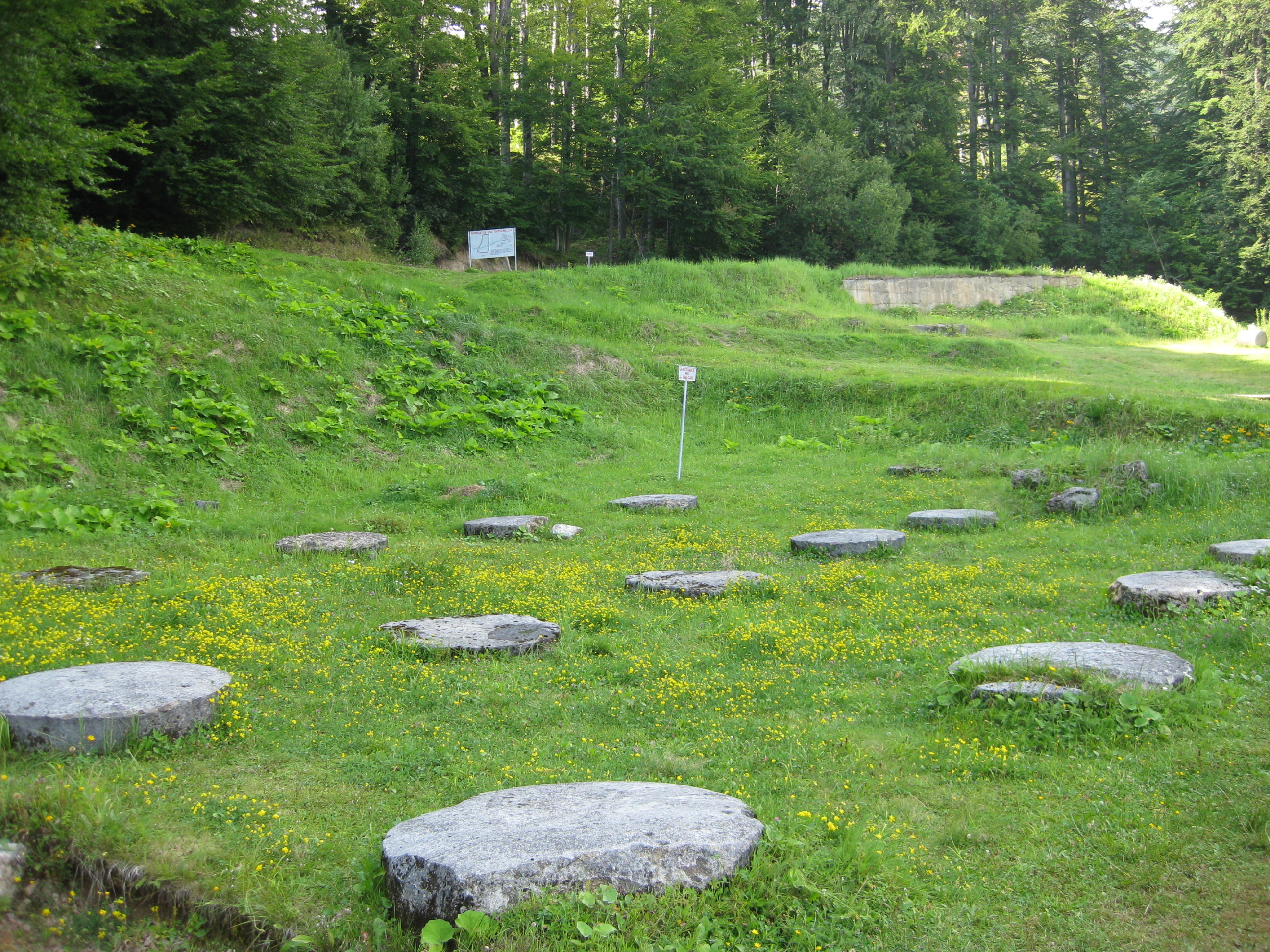
Piccolo santuario a Sarmizegetusa Regia
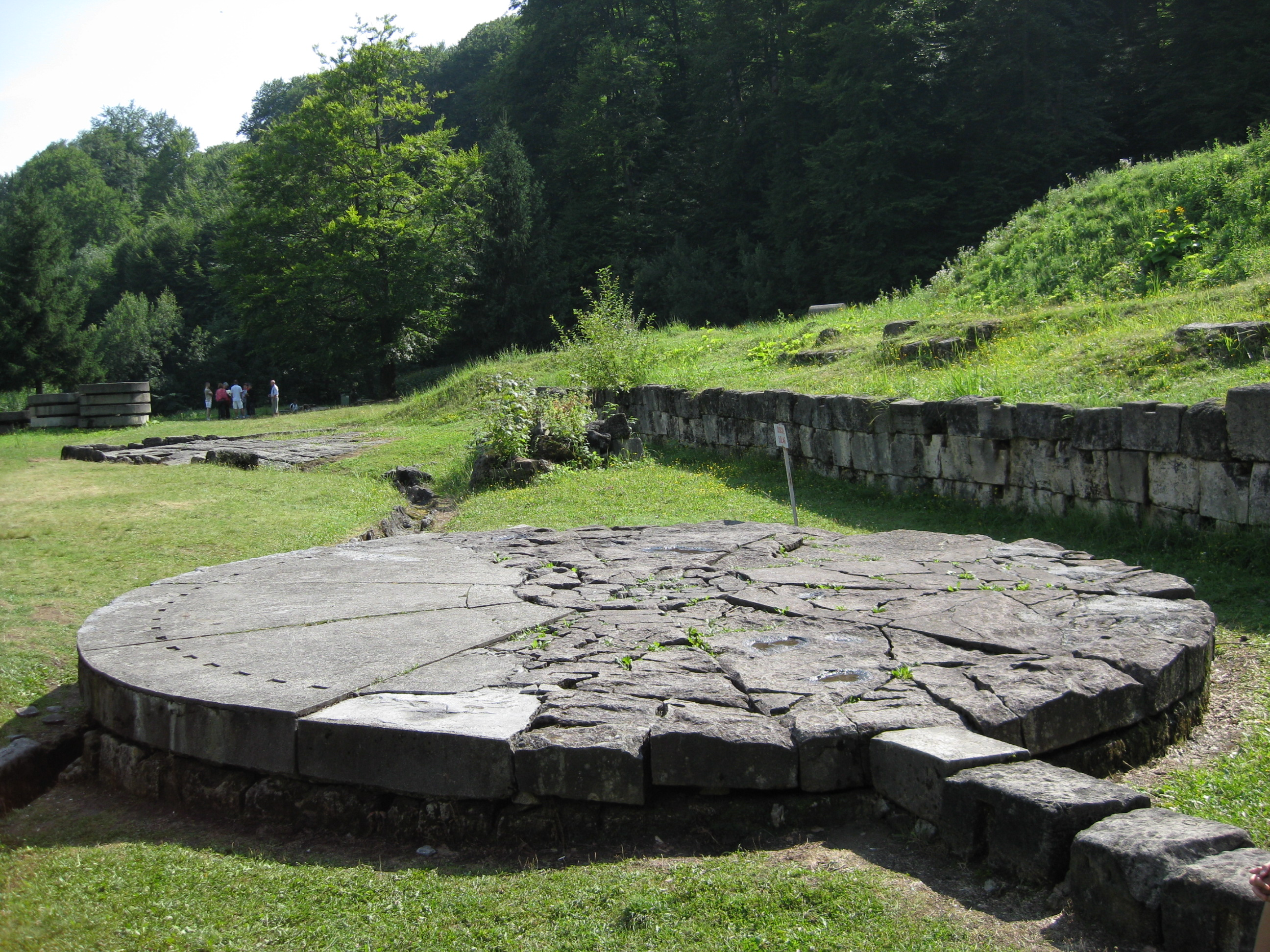
Disco solare Sarmizegetusa Regia
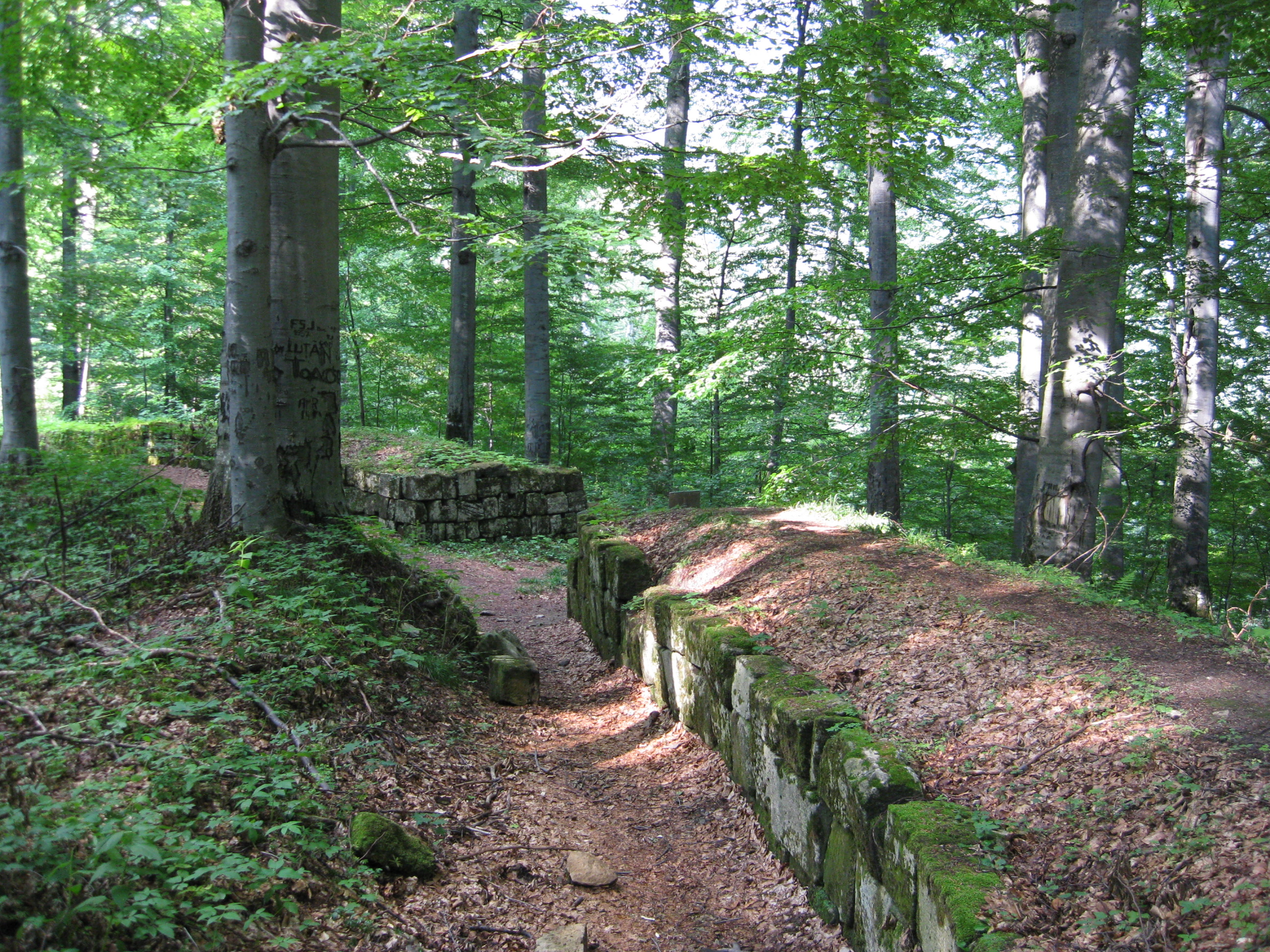
Murus dacicus, Sarmizegetusa Regia
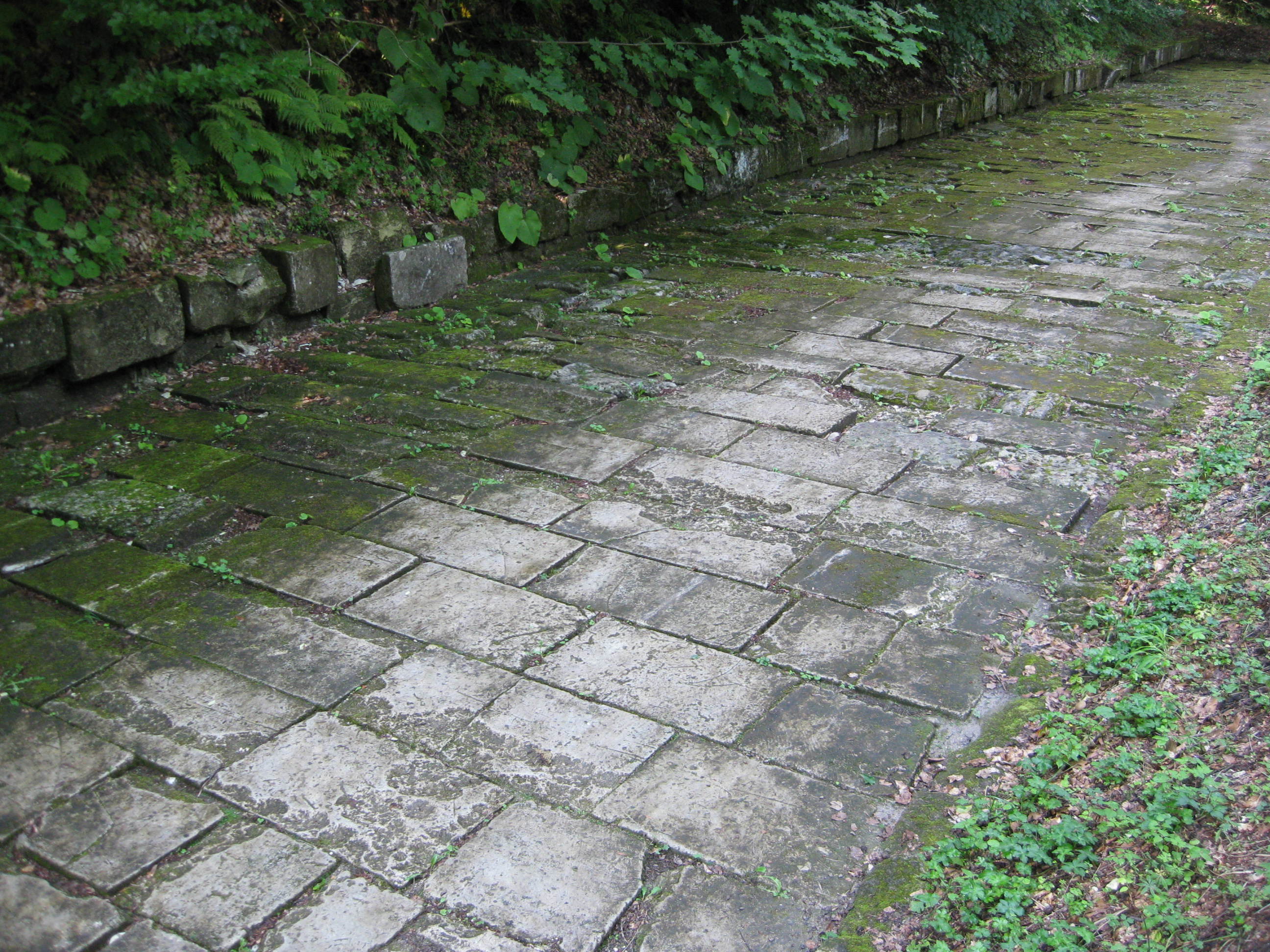
Strada dacica Sarmizegetusa Regia